# Castillo del Misterio
El castillo del misterio es una fortificación ubicada cerca de las montañas del South Mountain Park, en la ciudad de Phoenix, Estados Unidos. El castillo fue construido en los años 1930, en una zona minera y se utilizó todo tipo de materiales para su obra: botellas recicladas, piedras naturales, madera, granito, ladrillos, vidrios, llantas, entre otros elementos. Su construcción estuvo a cargo de Luther Boyce Gulley. En 1945 el señor Boyce Gulley fallece. La historia cuenta que el castillo fue un regalo de Boyce Gulley hacia su hija Mary Lou. Se dice que su construcción duró alrededor de 15 años, tiempo suficiente para terminar la edificación antes de que el señor Boyce Gulley falleciera.
Boyce Gulley tuvo una imaginación y un ingenio único en aquel entonces. Se dio a la tarea de construir de manera fabulosa unos arcos hechos con distintas piedras que variaban según su forma y color. Además contiene ilustraciones culturales (danzas, máscaras, y otras figuras), un armario con zapatos elaborados en piedra, candelabros en las chimeneas, muñecos de peluches, objetos representativos de los Estados Unidos (banderas, gorras), entre muchas otras.
El castillo consta de 8000 metros cuadrados, además contiene chimeneas, habitaciones y varios sitios de interés. El castillo está abierto al público en general, se pueden visitar todas las partes de la casa como la capilla, la cocina, la cantina, entre otros. Actualmente la señora Mary Lou vive en su casa.

## Historia
El castillo del misterio fue una genialidad de Boyce Gulley, un nativo de Seattle. En 1929, le diagnosticaron tuberculosis y debido a este padecimiento y el crudo dolor de su familia se fue al desierto de Arizona. A raíz de este acontecimiento, le dio vida a un viejo sueño que tenía (la edificación de un castillo). El castillo fue terminando en su totalidad y luego de su fallecimiento la familia se trasladó al que fuese llamado castillo del misterio.

## Descripción
El castillo fue construido con todo tipo de materiales reciclables. Unos de los materiales más utilizados en la construcción es la roca natural, y otro tipo de elementos (vidrios, basuras, etc) que le proporcionan un estilo arquitectónico poco común para este tipo de fortificaciones. A lo largo de la edificación, se encuentran escaleras flotantes construidas con piedras recicladas, algunos de estos escenarios contienen dibujos que datan de los antepasados (comunidad indígena que habitada en medio del desierto). También se encuentra dibujos relacionados con la naturaleza.